# Tautiška giesmė
Tautiška giesmė är Litauens nationalsång. Sången, skrevs av doktor Vincas Kudirka 1898, framfördes första gången 1905 och blev officiell nationalsång 1919.[källa behövs] Det var förbjudet att framföra sången under tiden Litauen tillhörde Sovjetunionen.[källa behövs]

## Svensk översättning
Litauen, vårt hemland,

hjältars land,

låt dina söner hämta styrka

från vårt förflutna.

Låt dina barn vandra

endast på det godas vägar,

Låt dem arbeta för ditt behag

och för folkets välfärd.

Må solen över vårt land

fördriva alla mörka skuggor

Må ljus och sanning hela vägen

leda våra steg för alltid.

Må kärleken till Litauen

brinna klar i våra hjärtan.

För Litauens skull,

låt enhet blomstra.